# Танагра вохриста
Тана́гра вохриста (Stilpnia cayana) — вид горобцеподібних птахів родини саякових (Thraupidae). Мешкає в Південній Америці.

## Опис

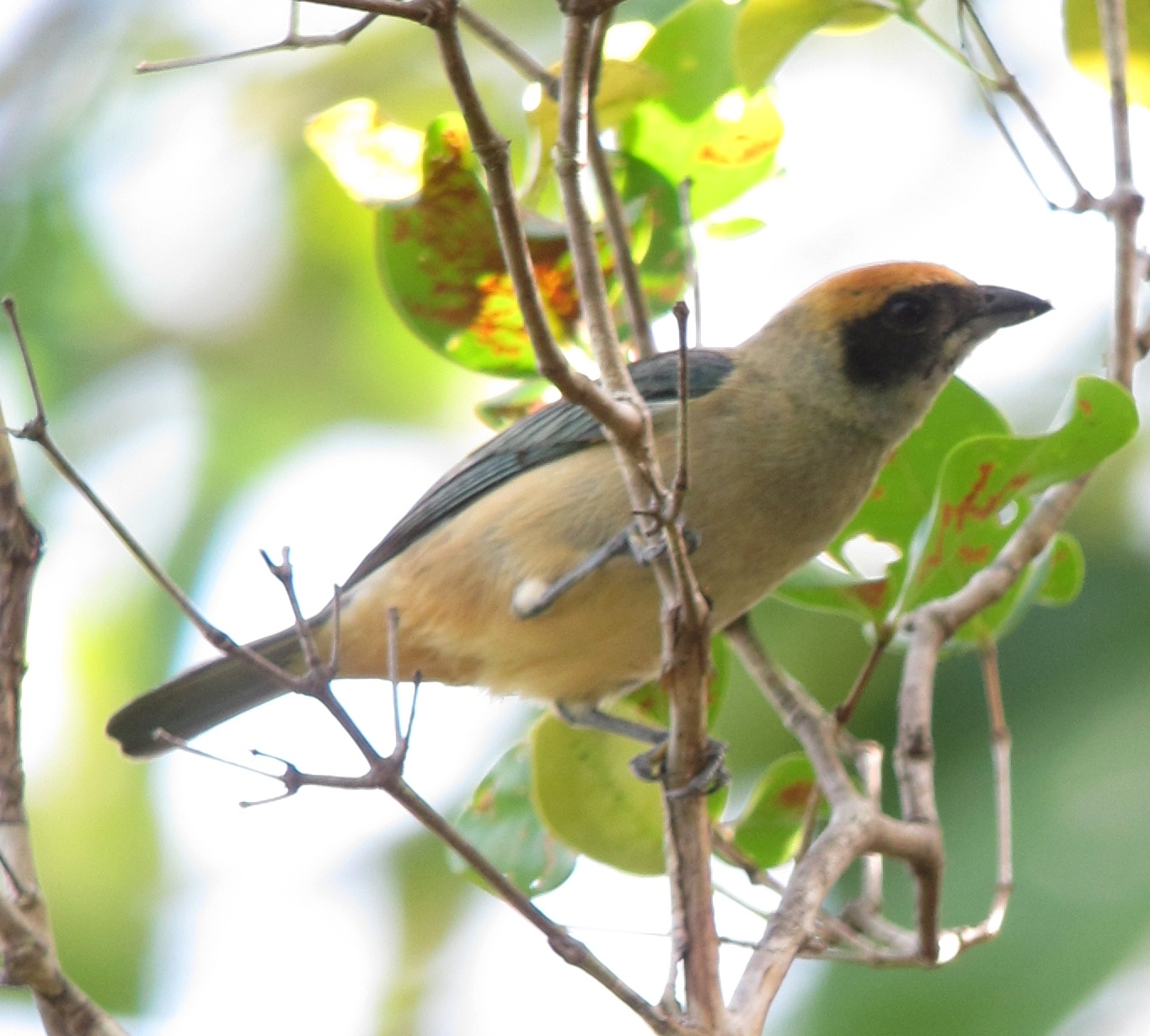
Самець вохристої танагри (підвид S. c. cayana)

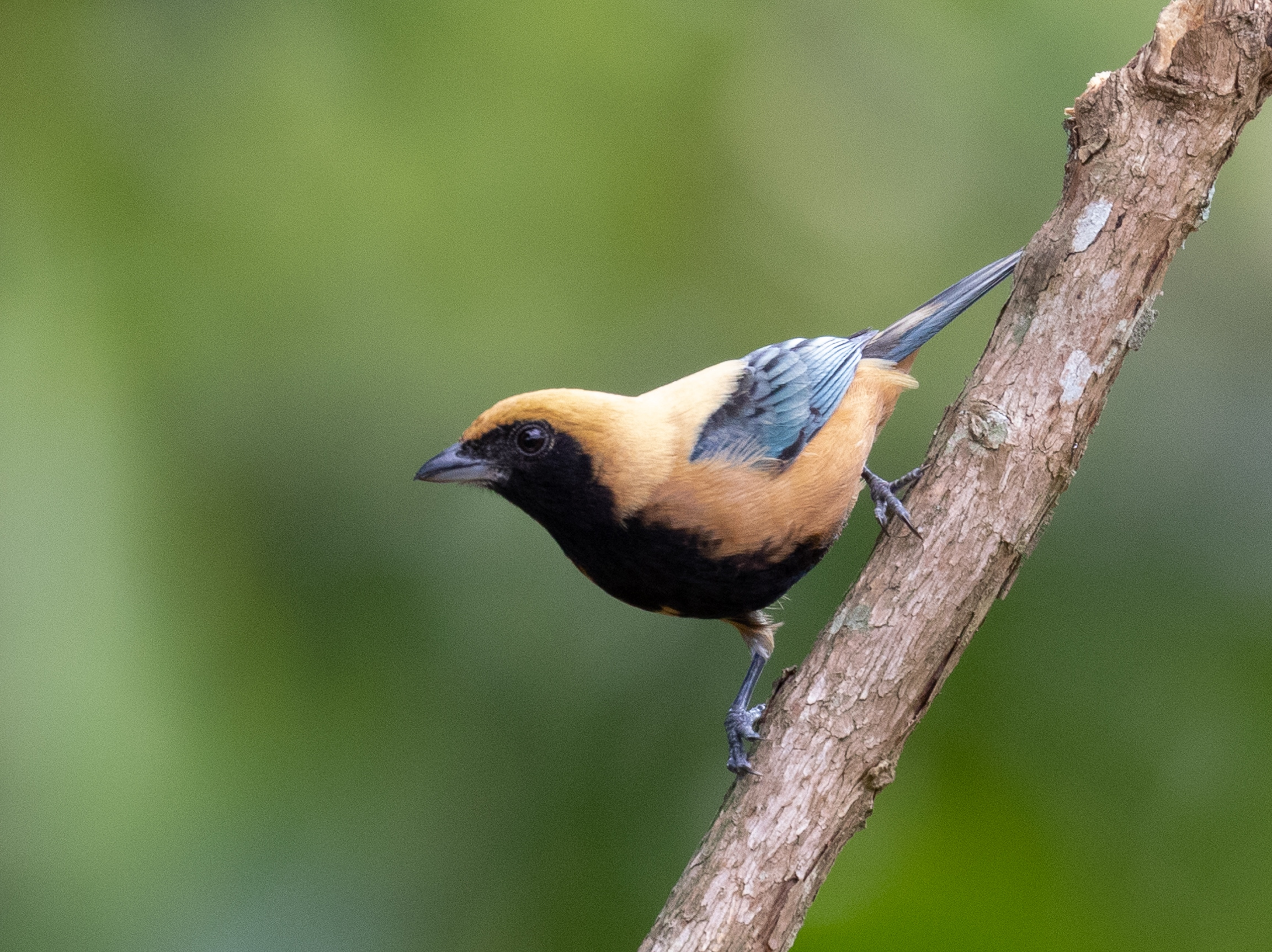
Самець вохристої танагри (підвид S. c. chloroptera)

Довжина птаха становить 13,5 см. У самців, що належать до підвидів S. c. fulvescens і S. c. cayana тім'я іржасто-оранжеве, на обличчі чорна "маска", нижня частина тіла кремоваЮ шия і груди сині. У самців, що належать до решти підвидів тім'я оранжево-охристе, нижня частина тіла охриста, на ній велика чорна пляма. Крила і хвіст у самців бірюзові. Забарвлення самиць не виразняється в залежності від підвиду. "Маска" у них слабо виражена.

## Підвиди
Виділяють сім підвидів:
- S. c. fulvescens (Todd, 1922) — Східний хребет Колумбійських Анд;
- S. c. cayana (Linnaeus, 1766) — від Колумбія (на схід від Анд) до Гвіани і північної Бразилії, локально на сході Перу, півночі Болівії і заході Бразилії;
- S. c. huberi (Hellmayr, 1910) — острів Маражо в гирлі Амазонки;
- S. c. flava (Gmelin, JF, 1789) — північно-східна і центральна Бразилія (від Мараньйона і північного Гояса до південної Баїї);
- S. c. sincipitalis (Berlepsch, 1907) — центральна Бразилія (Гояс);
- S. c. chloroptera (Vieillot, 1819) — південно-східна Бразилія (від Мінас-Жерайса до Панани), схід Парагваю і північний схід Аргентини;
- S. c. margaritae (Allen, JA, 1891) — захід центральної Бразилії (Мату-Гросу).

Деякі дослідники виділяють всі підвиди, крім S. c. fulvescens і S. c. cayana у окремий вид Stilpnia flava

## Поширення і екологія
Вохристі танагри мешкають в Колумбії, Венесуелі, Гаяні, Французькій Гвіані, Суринамі, Перу, Болівії, Бразилії, Парагваї і Аргентині. Вони живуть в саванах серрадо і льянос, в рідколіссях і сухих чагарникових заростях каатинга, в галерейних лісах, на узліссях тропічних лісів, на плантаціях, в парках і садах. Зустрічаються поодинці, парами або невеликими зграйками, на висоті до 1800 м над рівнем моря. Живляться переважно плодами.